# Sint-Nicolaaskerk (Hamburg-Billwerder)
De Sint-Nicolaaskerk (Duits: St. Nikolaikirche) is een luthers kerkgebouw in Billwerder, een Stadtteil van Hamburg. Het is het laatste kerkgebouw op een plaats waar sinds de 13e eeuw kerken hebben gestaan.

## Vroegere kerkgebouwen
Over de kerkgebouwen voor 1737 ontbreekt veel informatie. Bewijzen van een kerk in Billwerder stammen al uit de jaren 1251 en 1331, maar pas in 1402 werd de Sint-Nicolaaskerk voor het eerst als zelfstandige parochiekerk gedocumenteerd. Tot de 18e eeuw zijn er veel berichten over zware stormschade aan de toenmalige kerkgebouwen. De kerk bezat waarschijnlijk ooit een kansel van Hein Baxmann. Hiervoor werd in 1632 ooit de opdracht gegeven.
De oudst bewaarde voorwerpen uit de voorgangerkerken zijn twee houten beelden, die tegenwoordig in het Hamburg Museum staan. Eén stelt de evangelist Johannes voor en het andere beeld uit 1520 de heilige Nicolaas.

## De huidige kerk

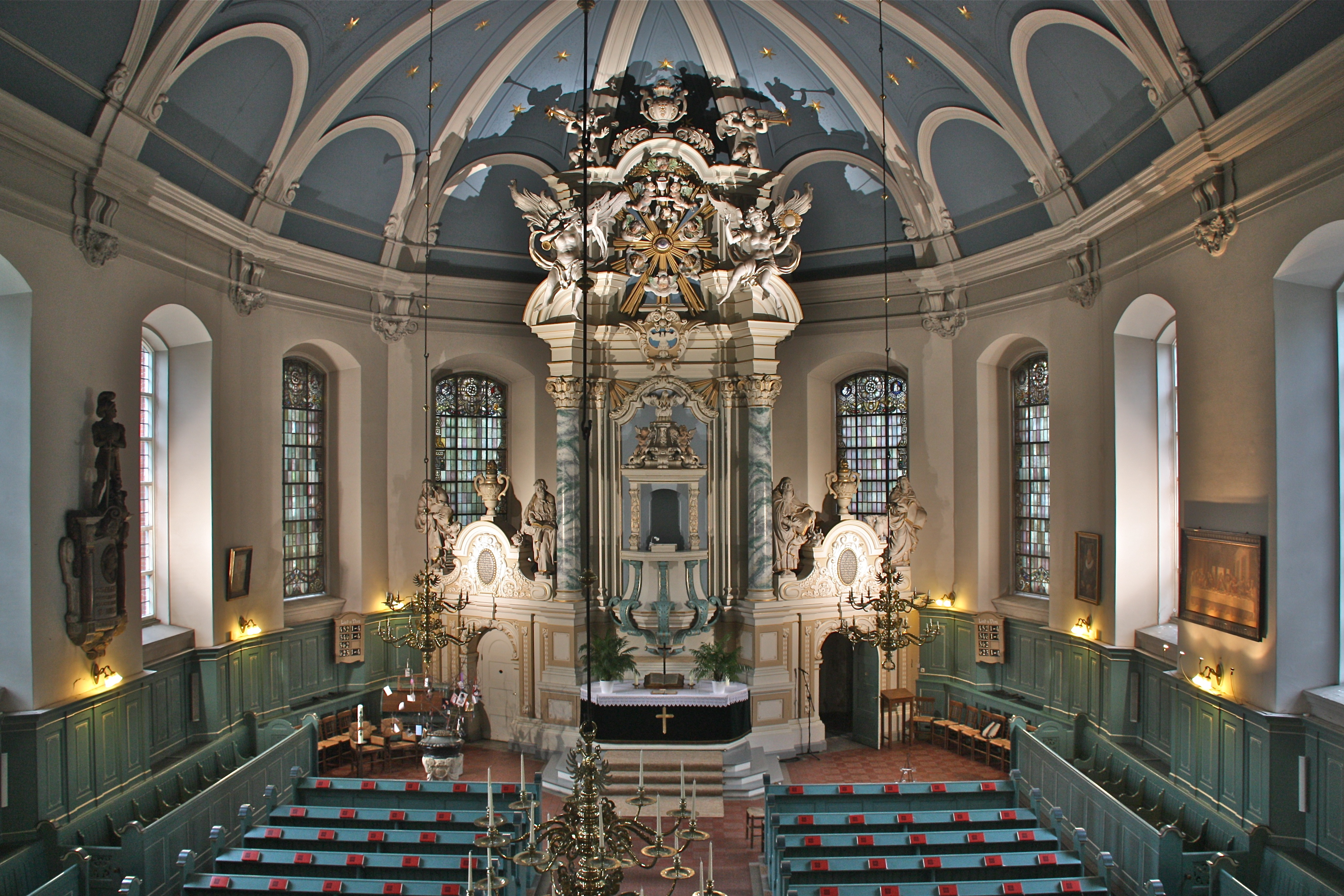
Interieur richting kansel-altaar

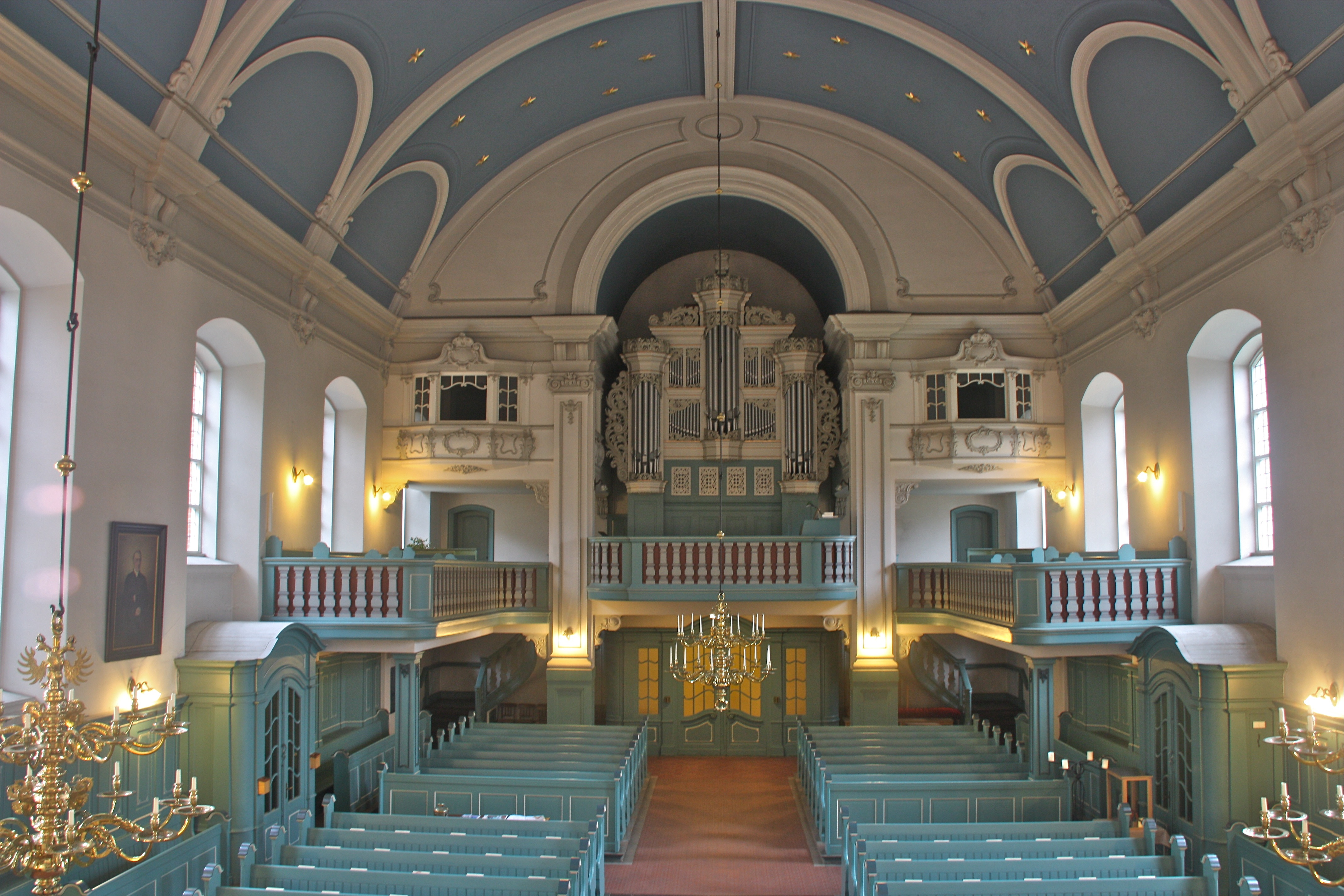
Interieur richting orgel

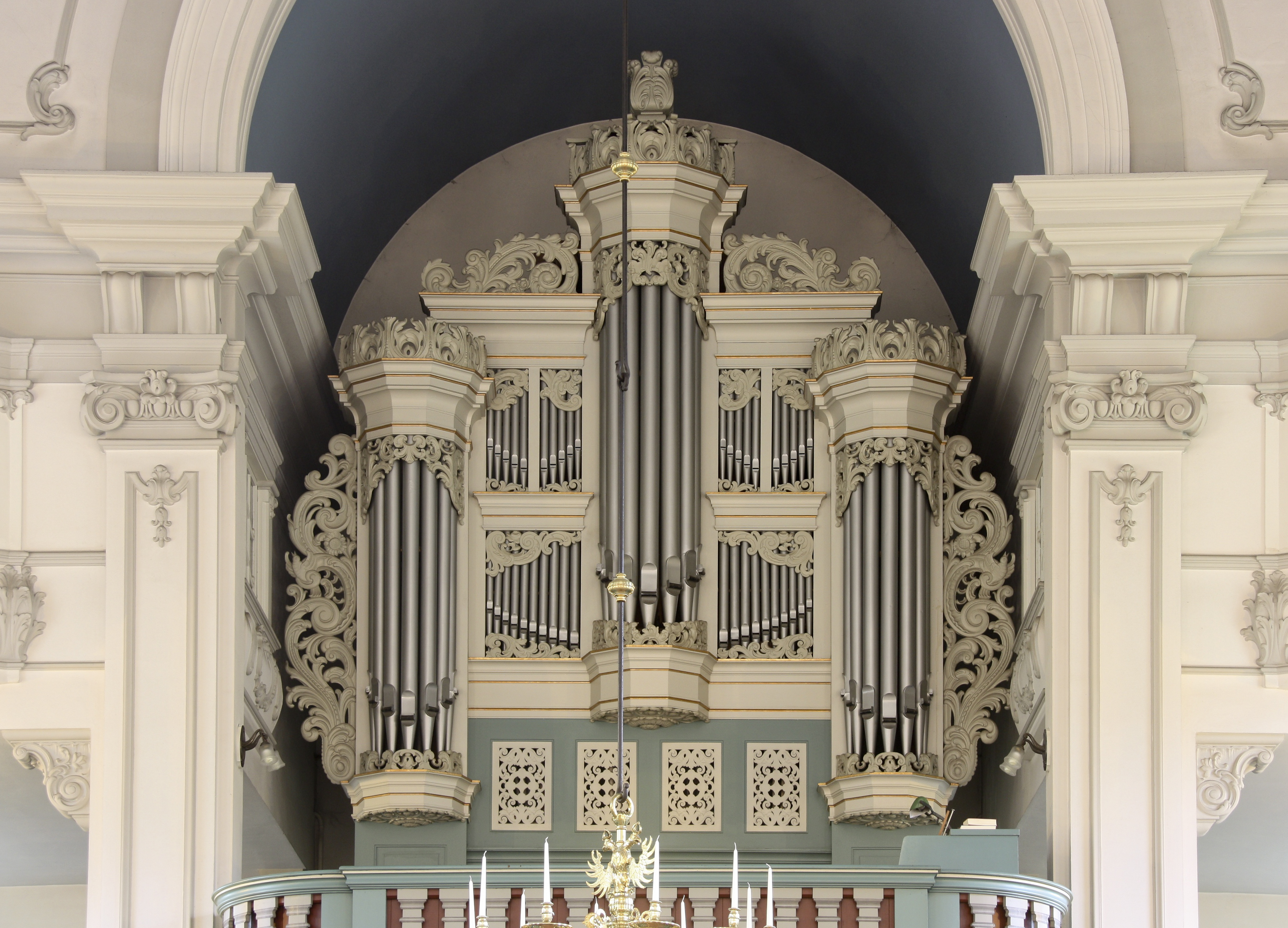
Orgel

Toen de oude voorgangerkerk te bouwvallig werd, bouwde Johannes Nicolaus Kuhn in de jaren 1737-1739 een stads aandoend kerkschip achter de destijds nog bestaande vrijstaande houten klokkentoren. Omdat rijke Hamburger kooplieden zomerresidenties in Billwerder lieten bouwen en zij een kerk met allure wensten, onderscheidde de kerk zich destijds sterk van de dorpskerken in het omringende gebied.
Al in 1771 werd de nieuwe kerk getroffen door hoogwater, waarbij het water na een dijkdoorbraak van juli tot september tot kniehoogte in het kerkschip stond. Pas in 1884 verving men de oude toren door de nieuwe 56 meter hoge neobarokke toren, die door de architect Otto Ritscher werd ontworpen. Op 5 september 1911 brandde de kerk als gevolg van soldeerwerk in de toren tot op de muren af. De herbouw van de kerk volgens oude ontwerpen volgde in de periode 1911-1913 onder leiding van Fernando Lorenzen. Bij de herbouw werd brandveilig materiaal als staalbeton toegepast.
Het hoofdgebouw betreft een zaalkerk van baksteen met tongewelf en een vijfzijdige koorafsluiting.
In 1978 werd een restauratie noodzakelijk. In het verloop van deze restauratie werden de gebrandschilderde ramen van het altaar ingebouwd, die ook resten van de oude glas-in-loodramen bevatten.

## Interieur
Van de oorspronkelijke aankleding van de kerk uit 1740 zijn twee voorwerpen van de beeldhouwer Christoph Gruber bewaard gebleven: het zwart marmeren doopvont en het beeld van de heilige Nicolaas boven de ingang. De altaar-kansel wordt met de beelden van de vier evangelisten versierd. Het huidige barokke altaar is een werk van de beeldhouwer August Henneberger uit 1913 en betreft een reconstructie van het door de brand vernietigde altaar. Op de vloertegels is de vis als het vroege symbool van de christenheid te zien. Het epitaaf in de kerk is voor de Pruisische generaal Gustav von Manstein, die in Billwerder de laatste jaren van zijn leven sleet.

## Orgel
Sinds 1627 bezit de kerk een orgel. Met de afbraak van de voorganger in 1737 ging ook het oudere orgel verloren. In 1739 kreeg de kerk een orgel van Johann Dietrich Busch, dat in 1870 door een orgel van Christian Heinrich Wolfsteller werd vervangen. De brand in 1911 verwoestte ook het orgel en in 1911 werd een volledig nieuw orgel gebouwd door Paul Rother. Het in 1980-1981 gerestaureerde orgel bezit 32 registers verdeeld over twee manualen en pedaal.

## Klokken
Tijdens de Eerste Wereldoorlog moesten de oude bronzen klokken, die samen 3 ton wogen, worden afgegeven voor bewapeningsdoeleinden. De drie stalen klokken die de kerk in 1919 kreeg werden in 1986 weer vervangen door bronzen klokken.

## Afbeeldingen

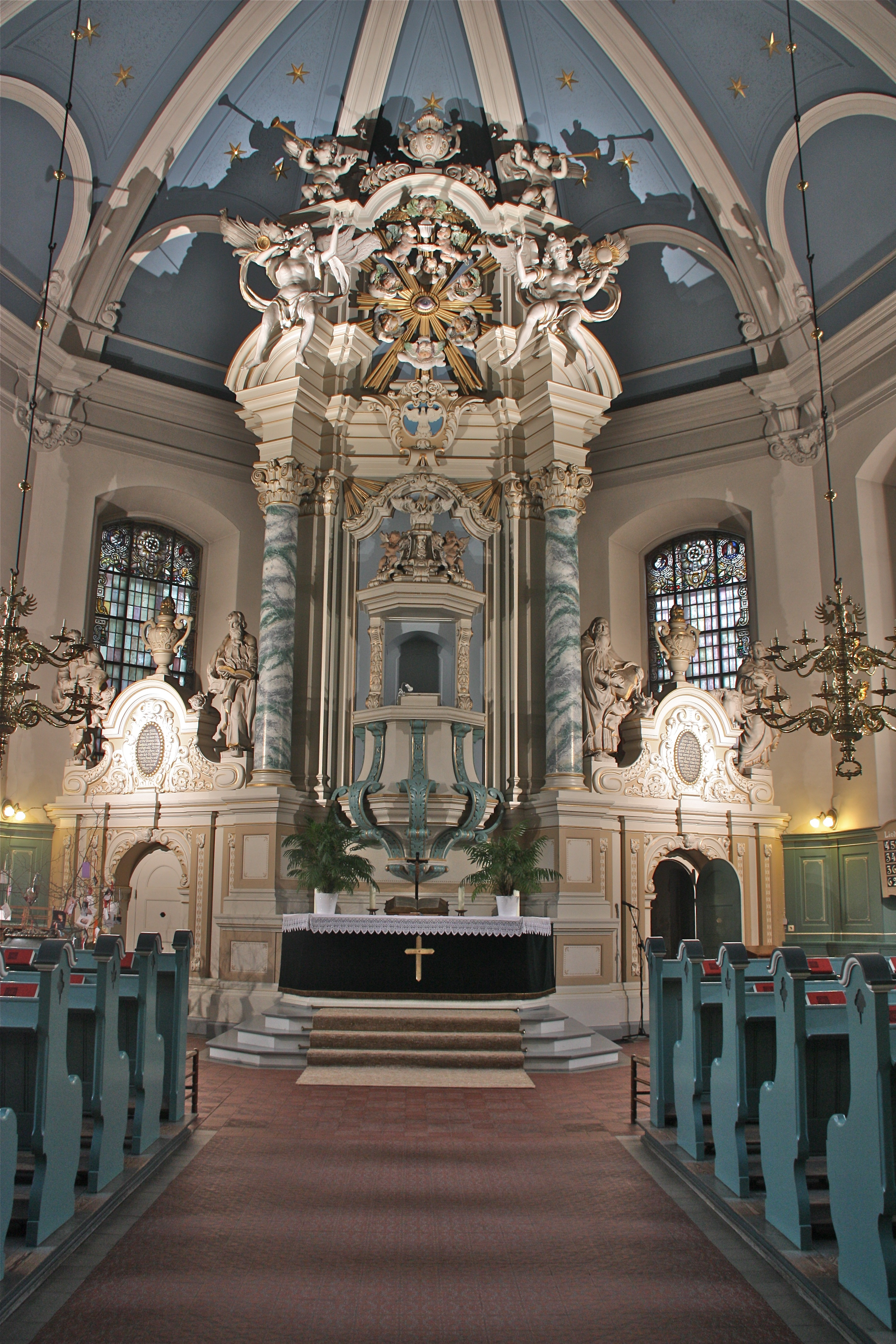
Altaar
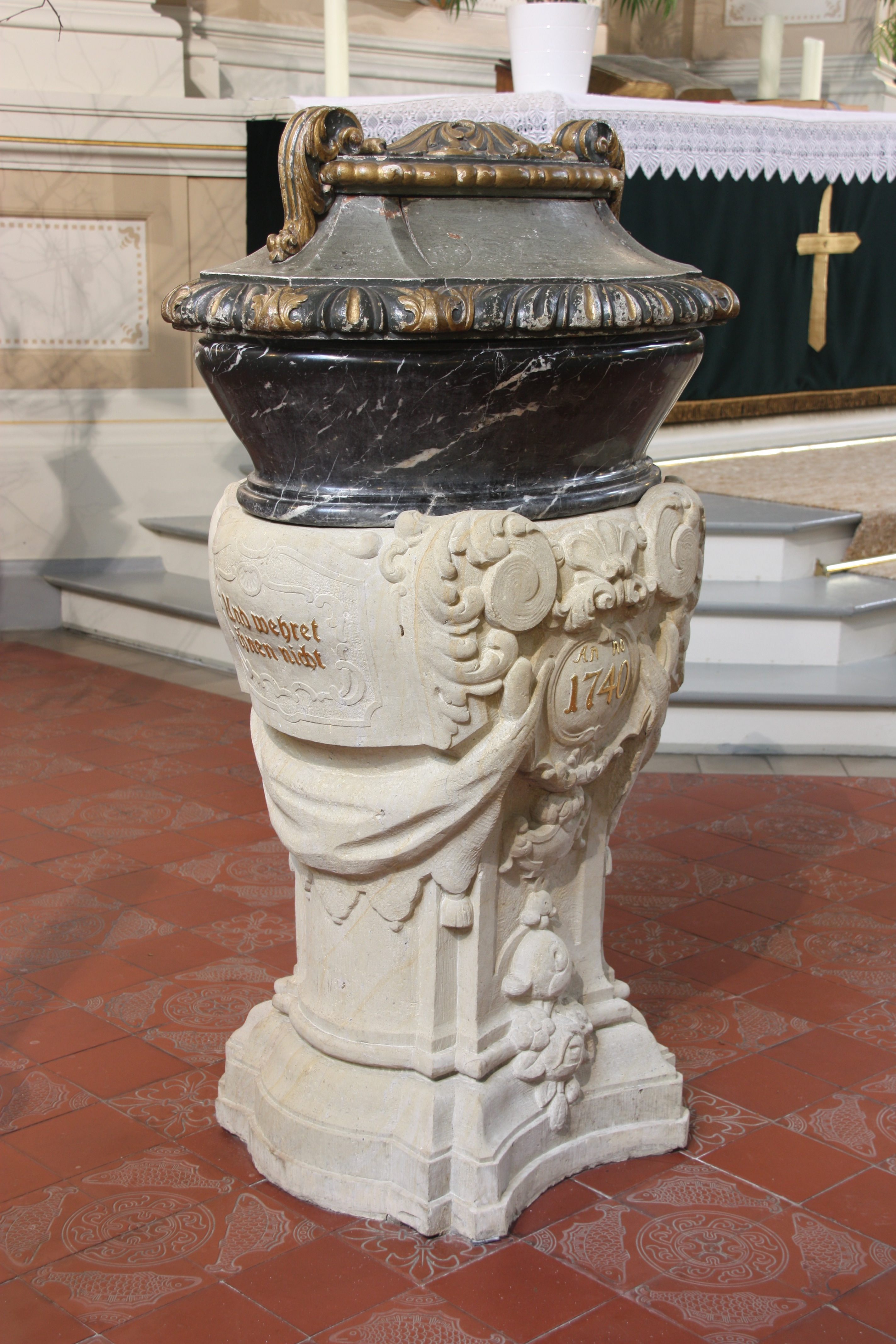
Doopvont
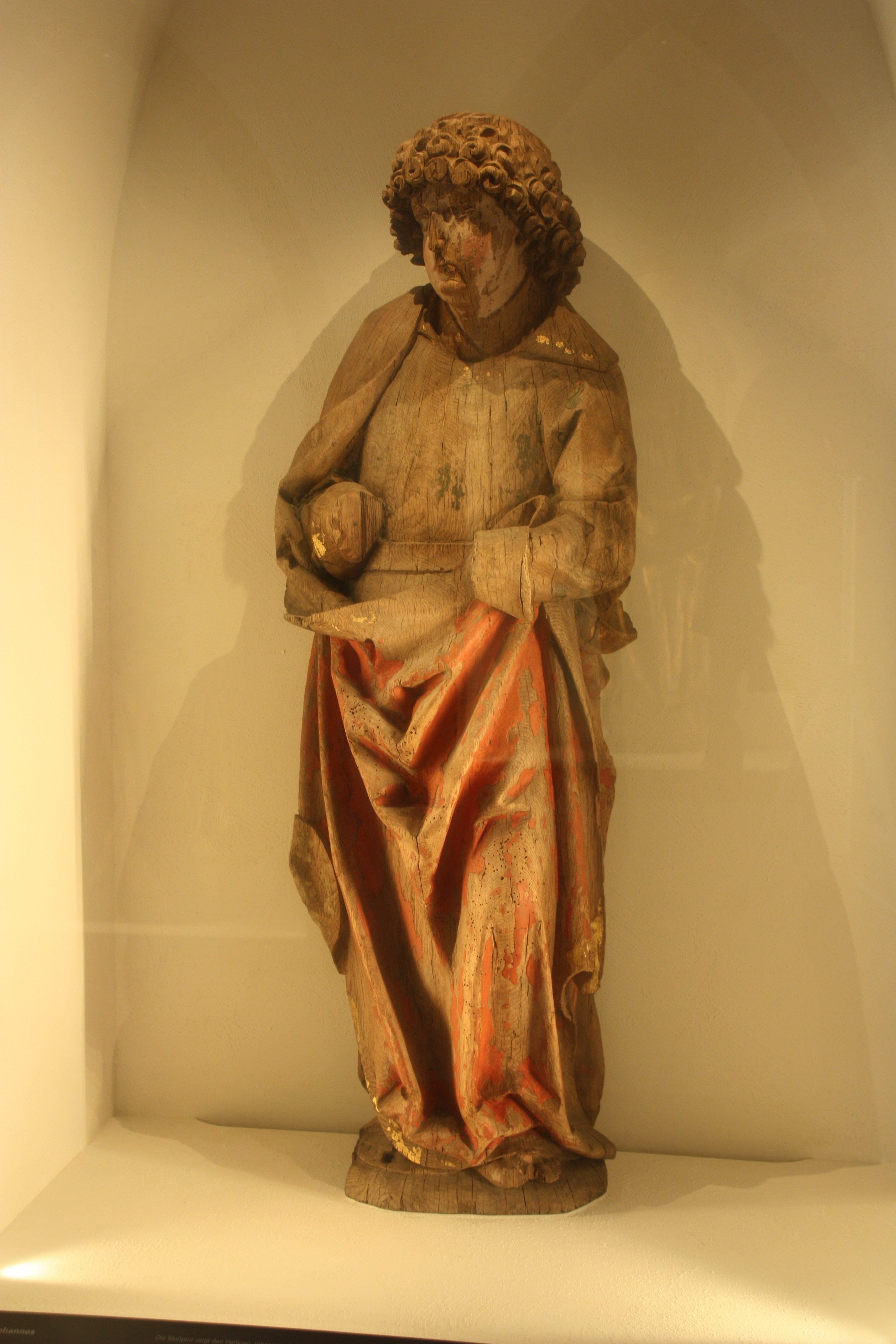
Beeld van Johannes de Evangelist (tegenwoordig in het Hamburg Museum)
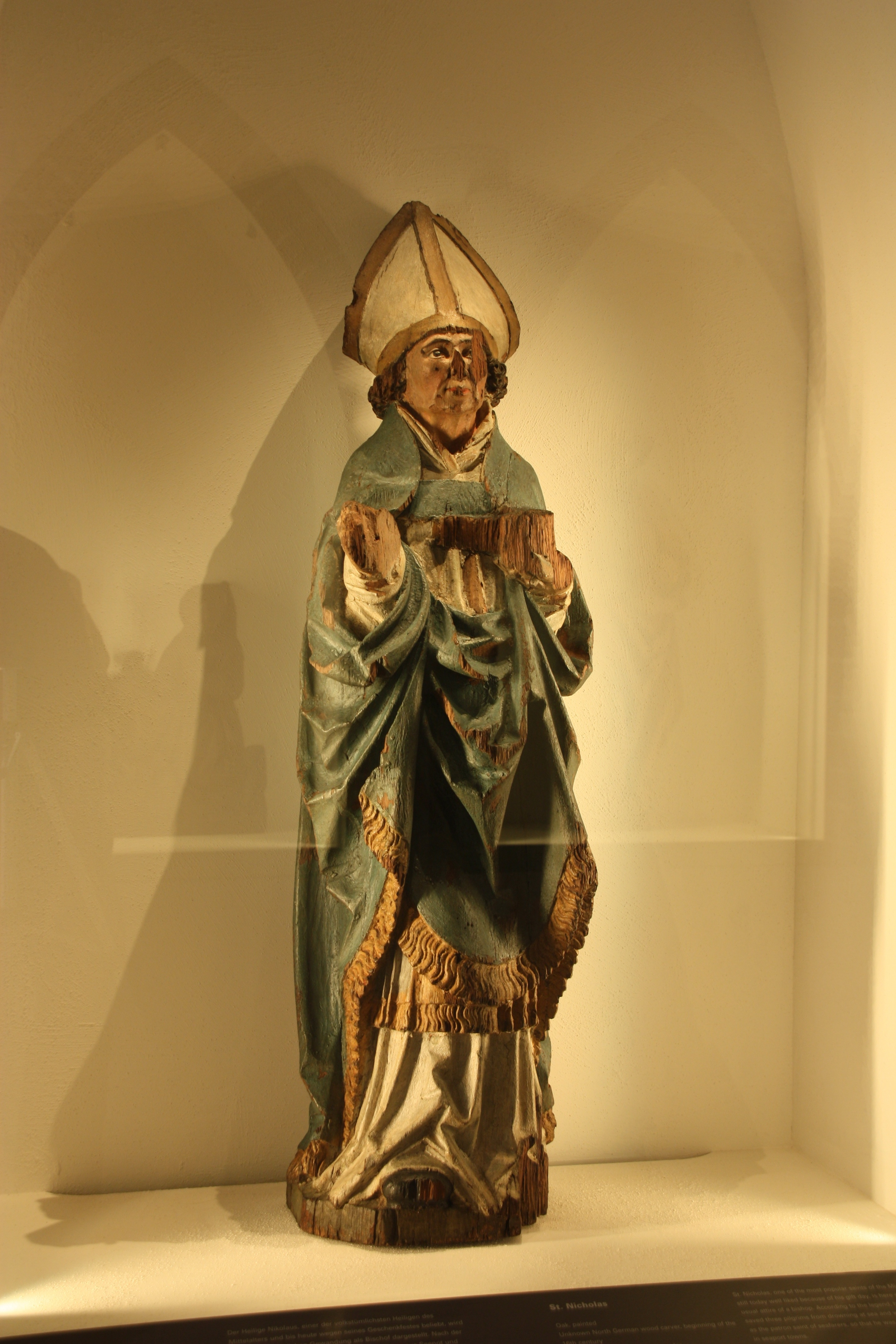
Beeld van Nicolaas van Myra (tegenwoordig in het Hamburg Museum)
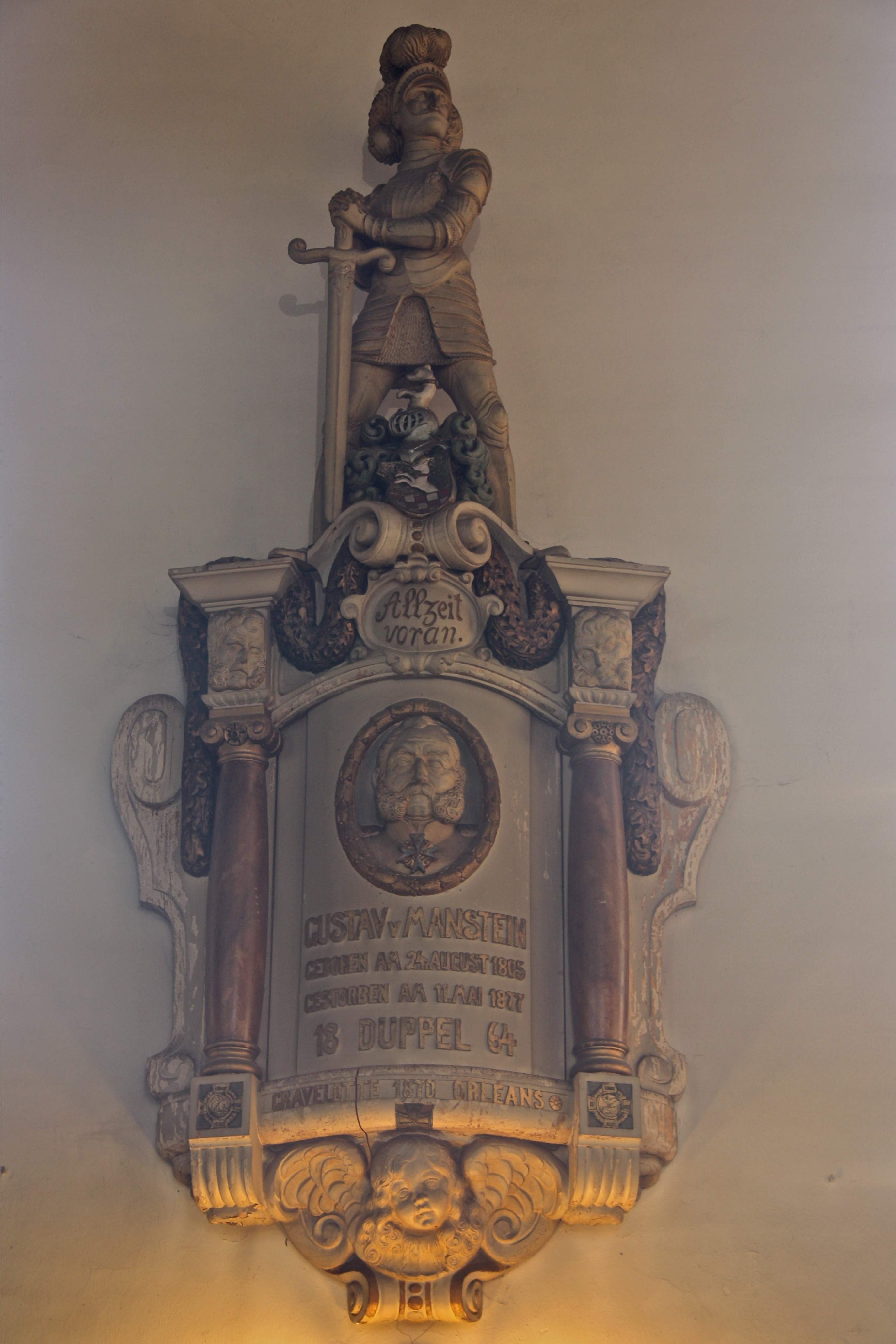
Epitaaf